# Randy Barnes
Eric Randolph "Randy" Barnes (Charleston, 16 de junho de 1966) é um atleta dos Estados Unidos que se sagrou campeão olímpico do arremesso de peso em 1996. 
Juntamente com Ulf Timmermann, é um dos dois homens que, a nível mundial, foram capazes de arremessar o peso a mais de 23 metros. Detém os recordes mundiais outdoor e indoor da modalidade.
Barnes cresceu nas proximidades de St. Albans, e começou a praticar o esporte na high school (ensino médio americano). Em 1985, ele fez impressionantes 20,36 m com um peso de 5,44 kg. Após graduar de St. Albans High School, em 1985, participou da Texas A & M University, onde quebrou os recordes locais fazendo 21,88 m com o peso de 7,26 kg.
Ele foi para a Olimpíada de Seul 1988 onde fez 22,39 m e ganhou a prata, perdendo para Ulf Timmermann que fez 22,47 m. Em 20 de janeiro de 1989, estabeleceu um novo recorde mundial indoor no Sunkist Invitational em Los Angeles com 22,66 m.
Em 20 de maio de 1990, quebrou o recorde mundial outdoor de Ulf Timmermann com 23,12 m. Foi proibido de competir por 27 meses após o teste positivo para o esteroide anabolizante metiltestosterona em uma competição em Malmö, na Suécia em 7 de agosto do mesmo ano. Ele tentou ter a suspensão derrubada, mas perdeu. Devido à suspensão, ele não foi capaz de competir nos Jogos Olímpicos de Barcelona 1992.
Nos Jogos Olímpicos de Atlanta 1996, ganhou a medalha de ouro que ele havia perdido 8 anos mais cedo, com 21,62 m em sua última tentativa. Em 1998, ele testou positivo para androstenediona, um suplemento que é proibido. Embora alegasse que não sabia que a substância havia sido banida, foi suspenso dos Jogos Olímpicos e do esporte, pelo resto da vida.